# کیم جی این
کیم جی این (کره‌ای: 김지인؛ زادهٔ ۱۷ سپتامبر ۱۹۹۶) بازیگر اهل کره جنوبی است. او بیشتر به خاطر ایفای نقش در تو فوق‌العاده‌ای و ارزششو نداره شناخته می‌شود.

## فیلم‌شناسی

### مجموعه تلویزیونی
| سال  | عنوان                        | نقش         | منابع       |
| ---- | ---------------------------- | ----------- | ----------- |
| ۲۰۱۷ | بهترین لحظه برای ترک شغل خود | لی مین سو   | [ ۵ ]       |
| ۲۰۱۸ | فقط یک لقمه                  | ها اون سونگ | [ ۶ ] [ ۷ ] |
| ۲۰۱۸ | عشق مادام چا دال‌ره           | تاک یی ران  | [ ۸ ]       |
| ۲۰۱۹ | فقط یک لقمه ۲                | ها اون سونگ | [ ۹ ]       |
| ۲۰۱۹ | چگونه از تو متنفر باشم       | اوه می ری   | [ ۱۰ ]      |
| ۲۰۱۹ | لول آپ                       | کیم سانگ می | [ ۱۱ ]      |
| ۲۰۱۹ | تو فوق‌العاده‌ای               | شین سه می   | [ ۱۲ ]      |
| ۲۰۲۰ | کفتار                        | Tara        | [ ۱۳ ]      |
| ۲۰۲۰ | مموریست                      | یون ره ریم  | [ ۱۴ ]      |
| ۲۰۲۰ | استارت آپ                    | سو هیون     | [ ۱۵ ]      |
| ۲۰۲۱ | ارزششو نداره                 | جو ری       | [ ۱۶ ]      |
| ۲۰۲۱ | آیدل: شاهکار                 | سو یون      | [ ۱۷ ]      |
| ۲۰۲۲ | اوپنینگ: «XX+XY»             | سارا لی     | [ ۱۸ ]      |
| ۲۰۲۳ | غریبه‌ها                      | لی نا گیون  |             |